# Valget i Tyskland 1919
Valget i Tyskland 1919 blev afholdt den 19. januar 1919 og var det 14. føderale valg i Tyskland efter den tyske rigsgrundlæggelse. Samtidig var det valg til en forfatningsgivende nationalforsamling efter monarkiets undergang ved afslutningen af 1. verdenskrig.
Parlamentet mødtes i Weimar og vedtog den anden tyske rigsforfatning, Weimarforfatningen.

## Resultater
| Parti                    | Ideologi                             | Opslutning | Mandater |
| ------------------------ | ------------------------------------ | ---------- | -------- |
| SPD                      | Socialdemokratisme                   | 37.9%      | 165      |
| Det katolske centerparti | Katolsk centrum-højre parti          | 19.7%      | 91       |
| DDP                      | Liberalt                             | 18.6       | 75       |
| DNVP                     | Konservativt                         | 10.3%      | 44       |
| USPD                     | Venstre-socialistisk                 | 7.6%       | 65       |
| DVP                      | Nationalliberale                     | 4.4%       | 19       |
| BBB                      | Bayersk agraristparti                | 0.9%       | 4        |
| DHP                      | Hannoverske loyalister/regionalister | 0.3%       | 1        |
| SHBLD                    | Slesvig-Holstensk agraristparti      | 0.2%       | 1        |
| BLWV                     | Braunschweigske regionalister        | 0.2%       | 1        |
| Totalt                   |                                      | 100%       | 466      |

Notater: Tabellen indeholde kun de partier som blev repræsenteret i Rigsdagen.
| Valg | Spire Denne valgsartikel er en spire som bør udbygges. Du er velkommen til at hjælpe Wikipedia ved at udvide den. |